# Anne Shirley (serie de televisión de 2025)
Anne Shirley (アン・シャーリー An Shārī?) es una serie de televisión de anime japonesa producida por The Answer Studio y dirigida por Hiroshi Kawamata. Esta serie está basada en la novela Ana de las Tejas Verdes de Lucy Maud Montgomery, la serie se estrenó en NHK Educational TV el 5 de abril de 2025.
Una adaptación de manga escrita por Hanako Muraoka e ilustrada por Akane Hoshikubo comenzó a publicarse en la revista en línea B's Log Comic de Enterbrain en enero de 2025.

## Sinopsis
En la hermosa isla del Príncipe Eduardo, en Canadá, una huérfana llamada Ana Shirley es enviada por error a Tejas Verdes, el hogar de Matthew y Marilla Cuthbert. A pesar del malentendido, deciden adoptarla, y Ana pronto encuentra en su nuevo hogar amistad, amor y felicidad.
Acompáñala en esta entrañable historia mientras crece, se enfrenta a nuevos desafíos, parte hacia la universidad y regresa convertida en una mujer nueva.

## Personajes
Anne Shirley (アン・シャーリー An Shārī?)
 Seiyū: Honoka Inoue, Annie Rojas (español latino)
Marilla Cuthbert (マリラ・カスバート Marira Kasubāto?)
 Seiyū: Aya Nakamura, Sarah Souza (español latino)
Matthew Cuthbert (マシュウ・カスバート Mashū Kasubāto?)
 Seiyū: Yasunori Matsumoto, René Sagastume (español latino)
Gilbert Blythe (ギルバート・ブライス Girubāto Buraisu?)
 Seiyū: Naoya Miyase, Diego Becerril (español latino)
Diana Barry (ダイアナ・バーリー Daiana Bārī?)
 Seiyū: Yume Miyamoto, Micaela Oddera (español latino)
J.A. Harrison (J.A.ハリソン J.A. Harison?)
 Seiyū: Hikari Ōta
Teddy Phillips (テディ・フィリップス Tedi Firippusu?)
 Seiyū: Teruyuki Tanzawa, Javier Gómez (español latino)
Rachel Lynde (レイチェル・リンド Reicheru Rindo?)
 Seiyū: Kimiko Saitō, Mariana de Iraola (español latino)
Ruby Gillis (ルビー・ギリス Rubī Girisu?)
 Seiyū: Sora Amamiya, Luciana Mauri (español latino)
Jane Andrews (ジェーン・アンドリュース Jēn Andoryūzu?)
 Seiyū: Sayaka Kikuchi, Vanina García (español latino)
Eliza Barry (エリザ・バーリー Eriza Bārī?)
 Seiyū: Rena Maeda, Kámala Videla (español latino)

## Media

### Manga
Una adaptación al manga escrita por Hanako Muraoka e ilustrada por Akane Hoshikubo comenzó a serializarse en la revista en línea B's Log Comic de Enterbrain el 5 de enero de 2025.

### Anime
La nueva adaptación televisiva de la novela de Lucy Maud Montgomery, Ana de las Tejas Verdes, se anunció el 20 de noviembre de 2024. La serie está producida por The Answer Studio y dirigida por Hiroshi Kawamata, con diseños de personajes a cargo de Kenichi Tsuchiya y música compuesta por Michiru Ōshima. La serie se estrenó en NHK Educational TV el 5 de abril de 2025 y tendrá una duración de 24 episodios. El tema de apertura es "Yokan" interpretado por Tota. Crunchyroll obtuvo la licencia de la serie en América del Norte, América Central, América del Sur, Europa, África, Oceanía, Oriente Medio, CEI y el Subcontinente Indio. Medialink obtuvo la licencia de la serie en el Sudeste Asiático para su transmisión en el canal de YouTube de Ani-One Asia.
El 19 de marzo de 2025, Crunchyroll anunció que la serie había recibido un doblaje en español latino, la cual se estrenó el 26 de abril.